# Hedwig Haschke
Hedwig („Hedi“) Haschke (* 21. August 1921 in Rudolfsthal) ist eine ehemalige deutsche FDGB-Funktionärin. Sie war Vorsitzende des FDGB-Bezirksvorstandes Schwerin.

## Leben
Die Tochter eines Maurers wurde in Rudolfsthal (Kreis Reichenberg) geboren. Nach dem Besuch der Volksschule absolvierte sie eine kaufmännische Lehre und arbeitete als Handlungsgehilfin und Kontoristin. Sie wurde 1936 Mitglied des Kommunistischen Jugendverbandes der Tschechoslowakei. 1944/45 arbeitete sie als Stenotypistin beim Oberbürgermeister von Reichenberg und in einem elektromechanischen Betrieb. 
Nach ihrer Umsiedlung in die Sowjetische Besatzungszone Deutschlands wurde sie 1946 Mitglied der SED. Von 1946 bis 1948 war sie als Stenotypistin beim Rat des Kreises Rostock beschäftigt. Anschließend wurde sie hauptamtliche Gewerkschaftssekretär des FDGB-Kreisvorstandes Rostock und 1951/52 Sekretär bzw. stellvertretende Vorsitzende des FDGB-Landesvorstandes Mecklenburg. Nach Bildung der Bezirke in der DDR fungierte sie von 1952 bis 1955 als Vorsitzende des FDGB-Bezirksvorstandes Schwerin. Sie war Mitglied der SED-Bezirksleitung Schwerin und zeitweise Kandidat des Büros der SED-Bezirksleitung. Nach einem Studium an der Hochschule der Gewerkschaften war sie von September 1959 bis Juli 1961 Vorsitzende der Gewerkschaft Verwaltungen, Banken und Versicherungen des Bezirkes Schwerin. Als Sekretär für Sozialpolitik beim Bezirksvorstand Schwerin des FDGB wurde sie am 7. März 1969 mit der Clara-Zetkin-Medaille und am 15. Juni 1977 mit der Fritz-Heckert-Medaille in Gold ausgezeichnet.